# FC Minsk
El FC Minsk es un equipo de fútbol de Bielorrusia que juega en la Liga Premier de Bielorrusia, la primera división de fútbol en el país.
Cuenta además con un equipo de fútbol femenino y un equipo de baseball.

## Historia
Fue fundado en el 2006 ocupando la plaza del Smena Minsk. Logró su primer título en el fútbol de Bielorrusia en el 2013 tras ganar la Copa de Bielorrusia y también ha participado en competiciones europeas.

## Palmarés
- Copa de Bielorrusia: 1

2013

## Participación en competiciones de la UEFA
| Temporada | Torneo             | Ronda            | Club          | Casa | Visita     | Global       |  |
| --------- | ------------------ | ---------------- | ------------- | ---- | ---------- | ------------ |  |
| 2011–12   | UEFA Europa League | Clasificatoria 1 | AZAL          | 1–1  | 2–1        | 3–2          |  |
| 2011–12   | UEFA Europa League | Clasificatoria 2 | Gaziantepspor | 1–1  | 1–4        | 2–5          |  |
| 2013–14   | UEFA Europa League | Clasificatoria 2 | Valletta      | 1–1  | 2–0        | 3–1          |  |
| 2013–14   | UEFA Europa League | Clasificatoria 3 | St. Johnstone | 0–1  | 1–0 (t.e.) | 1–1 (3–2 p.) |  |
| 2013–14   | UEFA Europa League | Play-off         | Standard      | 0–2  | 1–3        | 1–5          |  |

### Récord Europeo
| Torneo             | J | G | E | P | GF | GC |
| ------------------ | - | - | - | - | -- | -- |
| UEFA Europa League | 8 | 3 | 3 | 2 | 9  | 9  |

## Entrenadores
- Sergey Yaromko (15 de diciembre de 2005–8 de octubre de 2009)
- Vitali Tarakanov (8 de octubre de 2009–4 de octubre de 2011)
- Andrey Downar (interino) (5 de octubre de 2011–12 de diciembre de 2011)
- Vadim Skripchenko (30 de diciembre de 2011–)
- Andrey Razin (14 de enero de 2019 - 4 de agosto de 2020}}
- Fedor Shcherbachenko (13 de enero de 2021–)